# アーリントン国立墓地
アーリントン国立墓地（アーリントンこくりつぼち、Arlington National Cemetery）は、アメリカ合衆国の首都ワシントンD.C.からポトマック川を渡ってすぐのバージニア州アーリントンにある国立墓地のひとつで、戦没者慰霊施設である。

## 概要

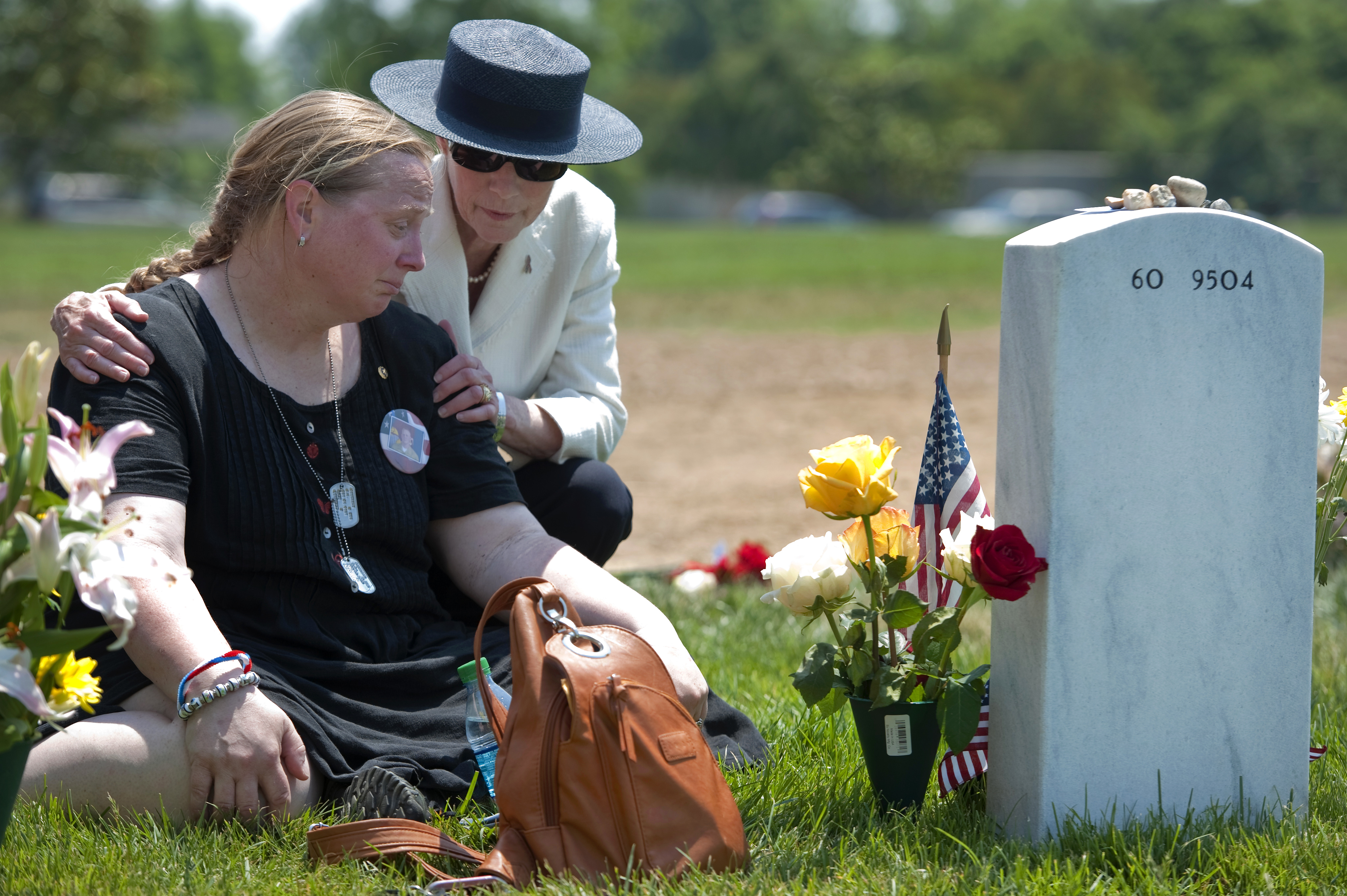
墓標と遺族

1864年に、南北戦争の戦没者のための墓地として、南軍のロバート・E・リー将軍の住居周辺の土地に築かれた。その後、第一次世界大戦、第二次世界大戦、朝鮮戦争、ベトナム戦争等の戦没者が祀られ、現在でも戦没者やテロ犠牲者などのアメリカ合衆国のために尽くした人物の墓地が存在する。墓地が築かれたのは1864年であるが、判明した範囲でアメリカ独立戦争の戦没者の墓地も設けられている。
アメリカ合衆国大統領はアメリカ軍（陸海空軍・海兵隊・沿岸警備隊）の最高司令官であるためこの墓地に埋葬される権利があるが、現時点で当墓地内に墓所があるのは、第27代ウィリアム・タフト、第35代ジョン・F・ケネディの2名のみである。
地下鉄のワシントンメトロブルーラインのアーリントン墓地駅が最寄り駅であるが、墓地の面積が2km2とあまりにも広大なため、事前に調べておかないと目的の墓石を見つけるのは困難である。このため各墓石には識別番号が刻印されており、インフォメーションセンターの端末で氏名や認識番号を入力すると墓石の位置を確認できるサービスがある。近年ではオンラインで検索できるサービスやスマートフォンのアプリも用意されている。
年中無休で8時から19時まで開園している（10月-3月は17時まで）。

### 宗教性について

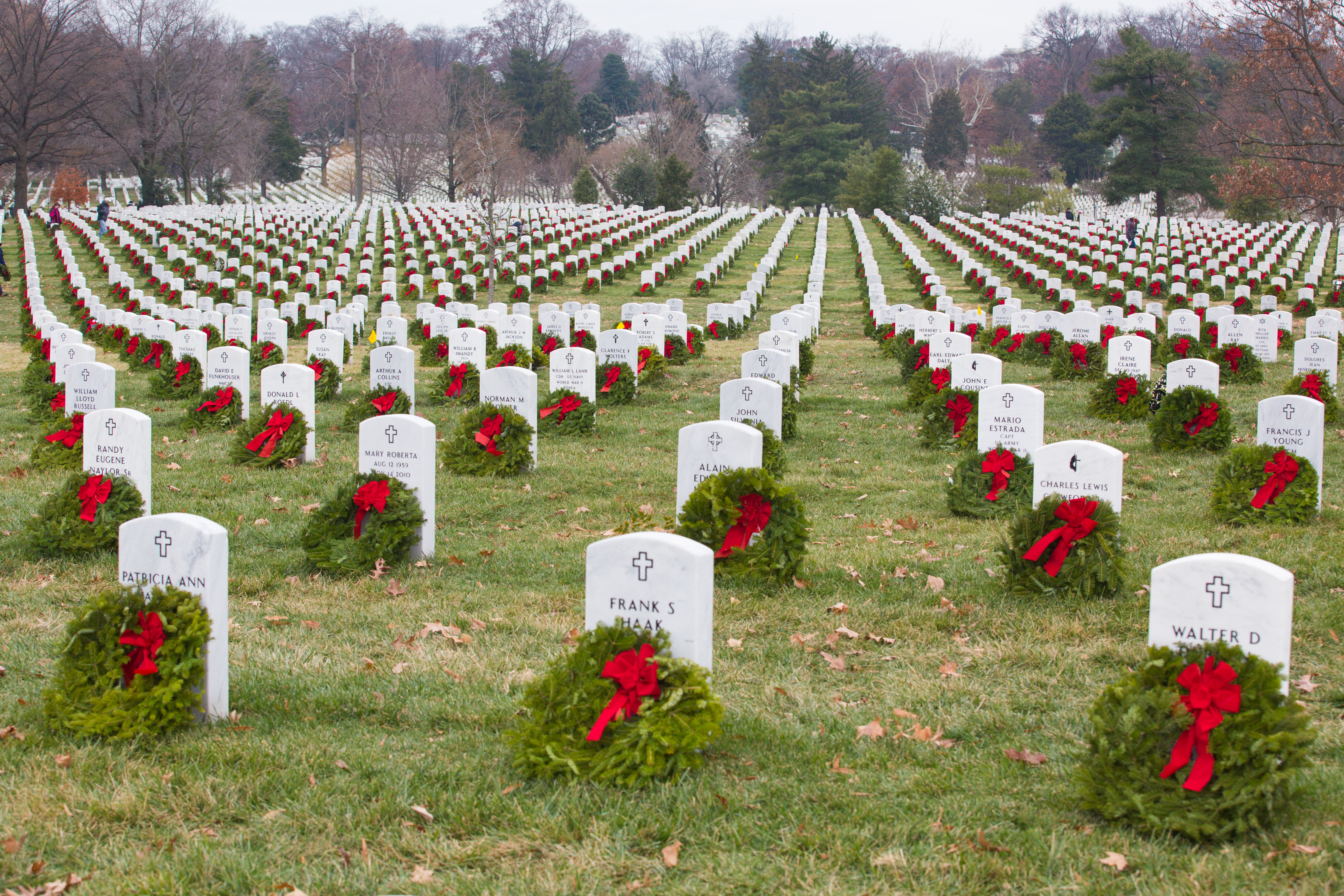
墓石に刻印されたシンボルマーク

政教分離の観点から無宗教施設と説明されることがあるものの、正確にはあらゆる宗教・宗派、宗旨（無宗教も可）による埋葬を許容しており、特定の宗教形式を押し付けず、「信仰の自由」を保障することで多様な宗教性を受け入れている。事実、専属契約する聖職者の大半はプロテスタント系であるものの、カトリックの司祭やユダヤ教のラビなどとも提携関係があり、また埋葬者や遺族の希望に応じて、あらゆる宗教形式が選択できる。
ちなみに、アーリントン国立墓地に建てられた墓石には、故人の信仰を表す宗教的シンボルマーク（Authorized emblems）が刻まれている。公式ウェブサイトによれば、施設公認のシンボルマークは41個存在しており、キリスト教、イスラム教、ユダヤ教の他にも、仏教や神道系、新宗教では、モルモン教、天理教、金光教、創価学会（SGI-USA）、生長の家、セブンスデー・アドベンチスト教会、統一教会、無神論者を示すものがある。

### 埋葬の決定権
埋葬の決定権は施設側ではなく、本人と遺族の意向次第である。ただし、埋葬後に「埋葬に足る要件を満たしていない」ことが発覚した場合、墓が撤去された上、遺体が遺族に返還されることがある。

## 主要施設

### 無名戦士の墓
無名戦士の墓（Tomb of the Unknowns ）は、身元が不明な戦没者を祀った墓地。各国の元首や首相は、外国を公式訪問する際には、その国の無名戦士の墓を訪問し献花するのが通例となっており、アメリカ合衆国を訪問した要人はこの墓地に献花することが多い。例えば、当時の日本の内閣総理大臣であった安倍晋三は、2007年5月の訪米の折にこの墓地に献花している。

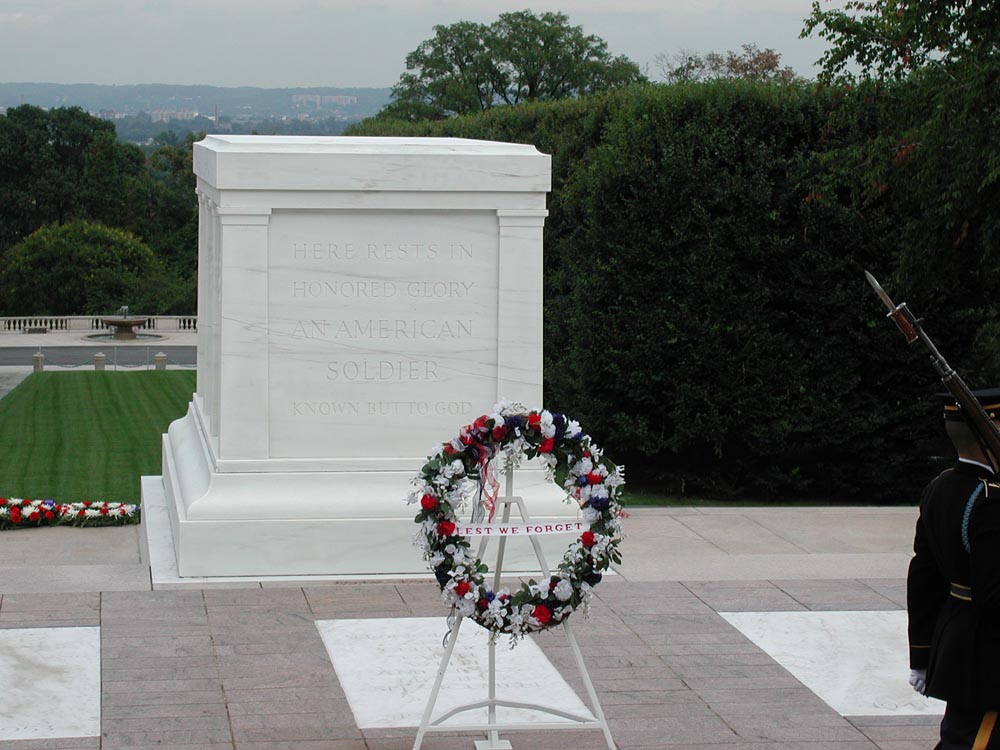
無名戦士の墓

この無名戦士の墓は、よく日本の千鳥ケ淵戦没者墓苑と同等視されるが、千鳥ケ淵墓苑が政府派遣遺骨収集隊によって集骨された遺骨の内、引き取り手の無いものや、氏名の分からない遺骨を納めた「納骨堂」であるのに対し、この無名戦士の墓は、各戦役で名前の分からない戦没戦士の遺体を一体だけ選び、その遺体を全無名戦士の遺体の代表として祀っている。

### 海兵隊戦争記念碑

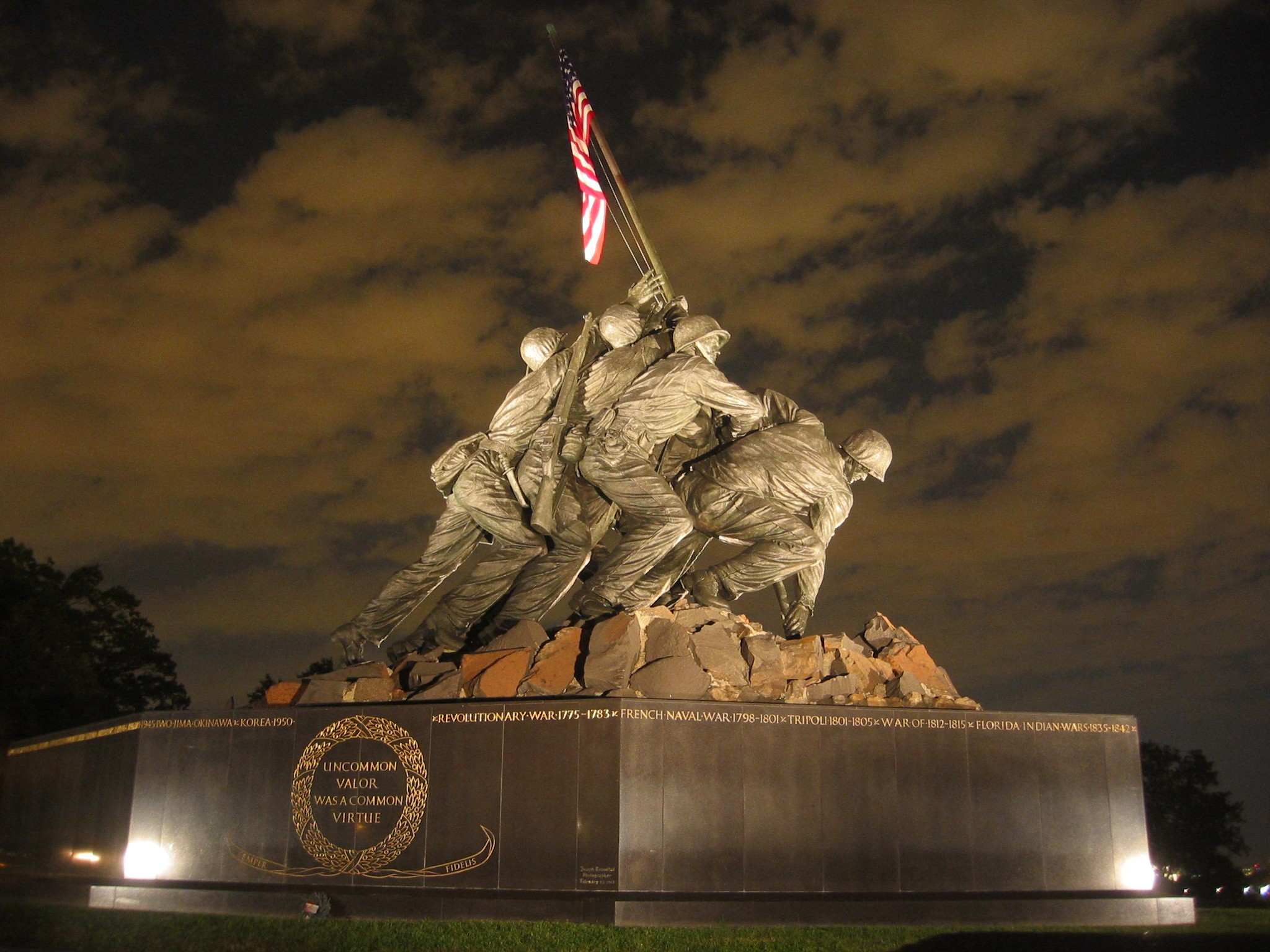
海兵隊戦争記念碑

海兵隊戦争記念碑（Marine Corps War Memorial , USMC War Memorial ）は、アメリカ海兵隊の戦没者を追悼する記念碑である。硫黄島の戦いでのアメリカ海兵隊の星条旗掲揚の写真を元に作成され、1954年11月10日に除幕された。像のみの高さは約10 m、旗竿を含む高さは約20 mである。正式には国立墓地の外にあり、内務省国立公園局が所有し管理している。
碑の元となった写真があまりにも有名であるため、硫黄島記念碑（Iwojima Memorial ）とも呼ばれるが、この碑はあくまでも、創設から現在までの全ての戦闘における海兵隊の戦没者を記念するものであって、硫黄島の占領といった個別のできごとを記念するものではない。

## 主な埋葬者

### 軍人

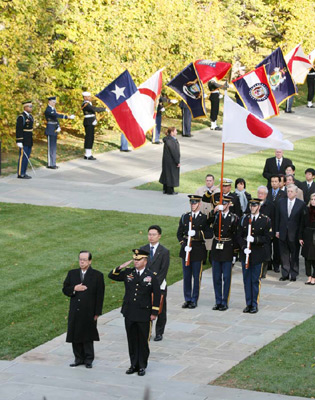
献花する内閣総理大臣福田康夫（手前左）（2007年11月16日）

- クレイトン・エイブラムス（1914年 - 1974年） 陸軍将軍、ベトナム戦争の作戦指揮官。
- ヘンリー・アーノルド（1886年 - 1950年） 唯一の空軍元帥。
- ゴードン・ビーチャー（1904年 - 1973年） 海軍中将で作曲家。
- ジェレミー・マイケル・ボーダ（1939年 - 1996年） 海軍大将、作戦部長。
- グレゴリー・ボーイントン（1912年 - 1988年） 第二次世界大戦のアメリカ海兵隊のエース・パイロット。名誉勲章受勲者。
- オマー・ブラッドリー（1893年 - 1981年） 第二次大戦時、ヨーロッパ戦線で活躍した第12軍団の司令官。初代統合参謀本部議長。
- ルビー・ブラッドリー（1907年 - 2002年） 生涯で34枚のメダルを受章し、アメリカ軍で最も叙勲された女性の海軍大佐。
- マイルス・ブラウニング（1897年 - 1954年） 第一次・第二次大戦時の海軍士官で、ミッドウェー海戦の英雄。
- オマー・バンディ（1861年 - 1940年） 第一次世界大戦時の少将、第2歩兵師団司令官でレジオンドヌール勲章受章者。
- ロジャー・チャフィー（1935年 - 1967年）とガス・グリソム（1926年 - 1967年） アポロ1号の火災事故で亡くなった宇宙飛行士。
- クレア・リー・シェンノート（1893年 – 1958年） 第二次大戦時、「フライング・タイガース」を指揮した航空参謀。
- バートラム・トレイシー・クレイトン（1862年 - 1918年） ニューヨーク州選出の下院議員。1918年に事故で亡くなった。
- ルイス・クケラ（1888年 - 1956年） 海兵隊少佐。第一次大戦の功績で、メダル2枚を受章した。
- ジェーン・デラノ（1862年 - 1919年） 第1次大戦時の陸軍看護隊の責任者。フランスで死去。フランクリン・デラノ・ロ-ズヴェルト大統領の親戚。
- ジョン・ディル（1881年 - 1944年） イギリス陸軍元帥。
- ウィリアム・ドノバン（1883年 - 1959年） 第二次大戦時のOSSリーダーで、陸軍少将。
- アブナー・ダブルデイ（1819年 - 1893年） 南北戦争時の将軍。野球を発案した事でも知られる。
- レイニー・ギャグノン、アイラ・ヘイズ、マイク・ストランク 軍事写真家ジョー・ローゼンタールの「硫黄島の星条旗」に写っている3人。
- デイビッド・ハックワース（1930年 – 2005年） 生涯で殆どのメダル・勲章をもらった陸軍大佐。
- ウィリアム・ハルゼー（1882年 - 1959年） 第二次大戦の海軍元帥。
- カーラ・フートグリーン（1965年 – 1994年） 初の海軍女性パイロット。F14艦上戦闘機の失速事故で、海に落ち殉職。
- ジェームズ・ジャバラ（1923年 - 1966年） 空軍初のジェット機エース。生涯で15機を追撃した。
- ダニエル・ジェームズ・ジュニア（1920年 - 1978年） 空軍初のアフリカ系アメリカ人将軍。
- フィリップ・カーニー（1815年 - 1862年） 南北戦争のシャンティリーの戦いで戦死した陸軍将軍。
- ヴォジミエシュ・クシジャノフスキ（1824年 - 1887年） ポーランド軍指導者で、南北戦争時は連合国（南軍）側将軍を務めた。
- マーク・マシューズ（1894年 - 2005年） 最後のバッファロー・ソルジャー。
- フランシス・ルポー（1895年 - 1918年） 第一次大戦でフランスで戦死しすぐ埋葬されたが、遺体の身元が2003年に特定された。最長の行方不明者だった兵卒。
- デイビッド・マクキャンベル（1910年 - 1996年） 第二次大戦時に34人の戦闘機エースを撃墜した海軍大佐。
- モンゴメリー・メイグス（1816年 - 1892年） アーリントン国立墓地を設立した陸軍准将。南北戦争時は陸軍主計総監。アーリントン・ハウスに駐留し、1864年6月15日にその敷地を墓地として流用したといわれる。
- 地下納骨所 敷地内にある幅6.1 m、深さ3.0 m の部屋。2,111人の南北戦争時の軍人が祀られ、彼らに対する念を込めてメイグスにより造られた。
- グレン・ミラー（1904年 - 1944年） 慰問演奏でパリへ飛行中、イギリス海峡で消息を絶ったバンドリーダー。彼の遺体は発見されていないが、国立墓地に追悼の碑が建てられた。
- オーディ・マーフィ（1924年 - 1971年） 第二次大戦の功績で、多くの賞を受章した陸軍軍人で俳優。
- ジョージ・パットン4世（1923年 - 2004年） 著名な第二次大戦時のジョージ・パットン大将の息子。
- ジョン・パーシング（1860年 - 1948年） 第一次大戦の功績で、アメリカ初の合衆国総軍元帥に任命された陸軍軍人。
- フランシス・ゲーリー・パワーズ（1929年 - 1977年） 1960年のU-2撃墜事件時に搭乗していたパイロット。
- ジョン・アーロン・ローリンズ（1831年 - 1869年） 南北戦争時の北軍将軍で、ユリシーズ・グラント大統領下では陸軍長官を務めた政治家。
- アルフレッド・リッチモンド（1902年 - 1984年） アメリカ沿岸警備隊司令官。
- ハイマン・G・リッコーヴァー（1900年 - 1986年） アメリカ海軍の原子力艦整備の推進者。
- トーマス・セルフリッジ（1882年 - 1908年） 動力飛行機の墜落で戦死した最初の陸軍中尉。
- フィリップ・シェリダン（1831年 - 1888年） 南北戦争時の北軍の将軍。
- ラリー・ソーン（1919年 - 1965年） 第二次大戦にベテランとして力を発揮したフィンランドの兵士。後にアメリカ陸軍の特殊部隊に勤める。「3つの旗で戦った兵士」（フィンランド・ドイツ・アメリカ）とも呼ばれる。
- マット・アーバン（1919年 - 1995年） 生涯で殆どの勲章を受勲した陸軍大佐。
- ジョナサン・ウェインライト（1883年 - 1953年） 第二次大戦時のバターンとコレヒドールの英雄で、その際米軍で最高階級の捕虜になった。
- ロバート・ウェブ（1922年 - 2002年） B-17パイロット。
- ジョセフ・ウィーラー（1836年 – 1906年） 南北戦争（連合国側）・米西戦争・米比戦争で戦った陸軍少将。
- オード・ウィンゲイト（1903年 – 1944年） イギリス陸軍コマンド部隊チンディット創設者
- チャールズ・ウィロビー（1892年 - 1972年） ダグラス・マッカーサー側近（参謀第2部）の陸軍少将。
- クラーク・ウッドワード（1877年 - 1968年） 米西戦争・米比戦争・義和団の乱・第一次大戦・第二次大戦の5つの戦争で活躍した中将。
- チャールズ・ヤング（1864年 - 1922年） 初のアフリカ系アメリカ人陸軍大佐。

2006年5月現在、アーリントン国立墓地には367人の名誉勲章受勲者が葬られており、そのうち9人はカナダ人である。

#### 太平洋戦争期の日系アメリカ人
太平洋戦争期に日系移民の子女（※戦時期には敵性市民として弾圧を受けた）でありながら、米国側の軍役に就いた60名を越える日系人が「歴史的に特筆すべきマイノリティー」としてアーリントン国立墓地に埋葬されている。

### 大統領経験者

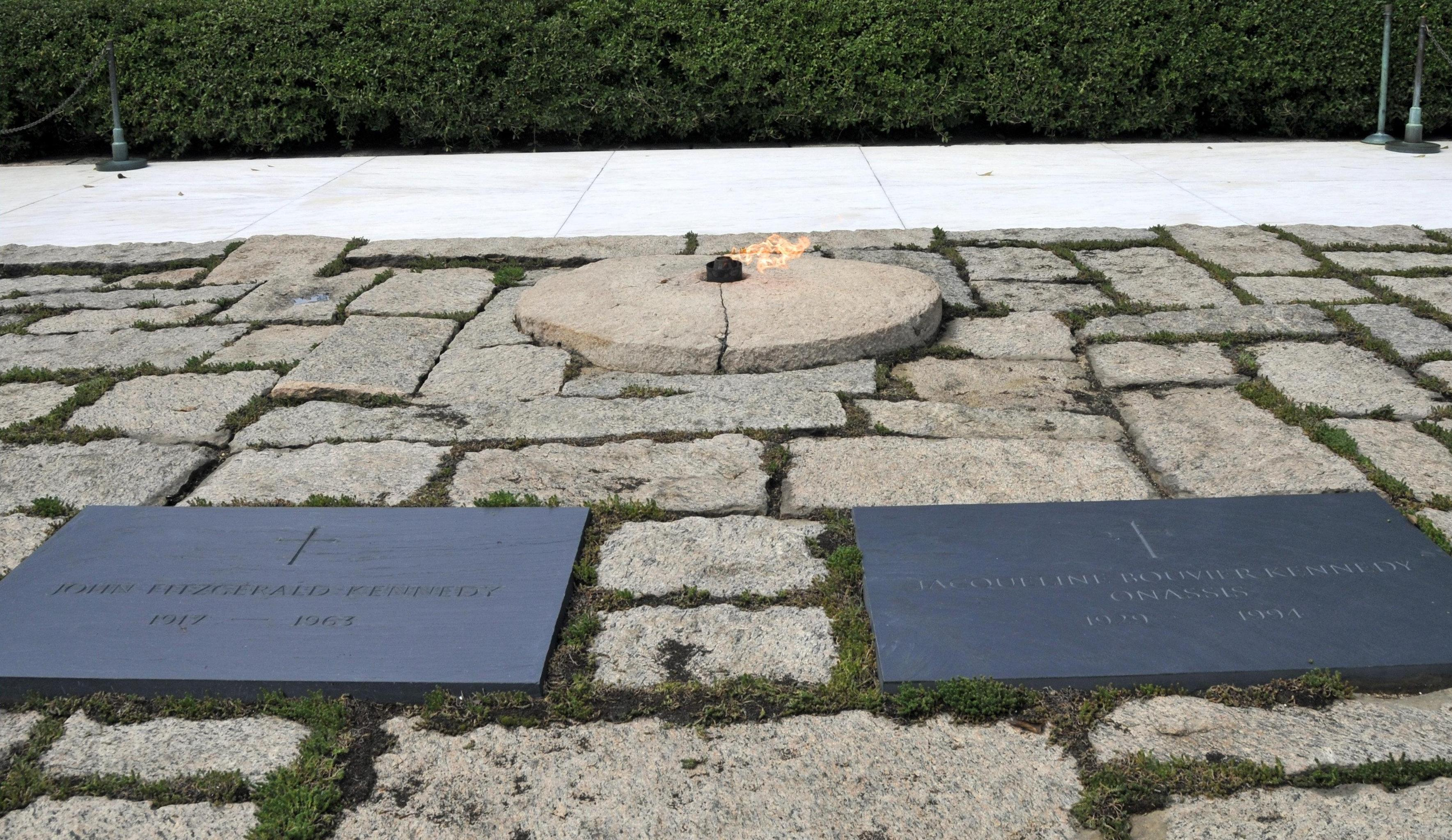
夫人ジャクリーン（右）と共に眠るジョン・F・ケネディ（左）

アメリカ合衆国大統領には、墓地完成以来、アーリントン国立墓地に葬られる資格が存在する。
- ウィリアム・H・タフト　第27代大統領・陸軍長官・合衆国最高裁判所判事。
- ジョン・F・ケネディ　第35代大統領。

### 軍人、大統領経験者以外の主要人物
- ヒューゴ・ブラック　合衆国最高裁判所判事。
- ウィリアム・ブレナン・ジュニア　合衆国最高裁判所判事。
- ロン・ブラウン　商務長官。
- ウィリアム・ジェニングス・ブライアン　国務長官。民主党の大統領候補に3度選ばれ、演説者として人気を集めた。
- ウィリアム・バックレイ　ベイルートの中央情報局（CIA）局長。
- クラーク・クリフォード　4人の大統領の顧問、国防長官。
- ピート・コンラッド　アメリカ人宇宙飛行士、アポロ12号の船長。史上三人目に月面を歩いた。
- ドワイト・デービス　陸軍長官。デビスカップを確立させた。
- ジョン・フォスター・ダレス　国務長官。
- メドガー・エバーズ　アフリカ系アメリカ人の市民活動家。
- ダシール・ハメット　作家。
- グレース・ホッパー　女性の海軍少将、計算機科学者。
- ロバート・グリーン・インガーソル　不可知論で知られる政治指導者、人気演説者。
- ジャクリーン・ケネディ　ジョン・F・ケネディ大統領夫人。
- ロバート・ケネディ　司法長官、民主党大統領候補、ケネディ大統領の実弟。
- エドワード・ケネディ　連邦上院議員、ケネディ大統領の実弟。
- フランク・コワルスキ　コネチカット州選出の下院議員、第二次大戦時の陸軍軍人。
- ピエール・シャルル・ランファン　フランスの従軍技師・建築家・都市計画家。アメリカの首都ワシントンD.C.の都市計画を立案したことで知られる。
- ロバート・トッド・リンカーン　アメリカ陸軍長官。
- ジョー・ルイス　ボクシング・世界ヘビー級王者。
- アラード・K・レーヴェンシュタイン　ニューヨーク州選出のアメリカ下院議員。
- ジョン・R・リンチ　奴隷から米軍少佐や下院議員に就任したアフリカ系アメリカ人。
- マイケル・マンスフィールド　駐日アメリカ合衆国大使や院内総務を務めた政治家。
- リー・マーヴィン　元アメリカ海兵隊員の俳優。
- ビル・モールディン　政治漫画家。
- ジョン・C・メッツラー・シニア　第二次大戦時の陸軍3等軍曹・アーリントン墓地管理人（1951年 - 1972年）。息子のジョン・C・メッツラー・ジュニアも、1991年から現在まで墓地管理人を務めている。
- ダニエル・パトリック・モニハン　ニューヨーク州選出の上院議員。
- スポット・ポール　ニグロリーグで最も偉大と言われる外野手。
- ウィリアム・レンキスト　合衆国最高裁判所首席裁判官。
- アール・W・レンフロー　矯正歯科の概念を興した歯列矯正医。
- フランク・レイノルズ　人気ニュース番組の司会者。
- ジョニー・マイケル・スパン　　アフガニスタンで死亡したCIA局員。
- サミュエル・S・ストラットン　ニューヨーク州選出の、下院議員を15期（31年間）務めた長期政治家。
- ジョージ・ウェスティングハウス　南北戦争の退役軍人で、ウェスティングハウス・エレクトリック創立者。
- ハーヴェイ・W・ワイリー　アメリカ食品医薬品局初のコミッショナー、連邦食品・医薬品法の父。
- チャールズ・ウィルフォード　第二次大戦の退役軍人・俳優。
- R・リー・アーメイ（1944年 - 2018年） 元アメリカ海兵隊員で、映画『フルメタル・ジャケット』のハートマン軍曹で知られる俳優。

- ジュリアン・バートリー・シニア（54歳）と息子のジェイ・バートリー（20歳）　1998年のナイロビテロ事件において、アメリカ大使館で亡くなった。
- ハリー・ブラックマン、サーグッド・マーシャル、ウィリアム・O・ダグラス、ポッター・ステュアート　合衆国最高裁判所判事。
- レスリー・コッフェルト　アメリカ合衆国シークレットサービスメンバー。ハリー・S・トルーマン大統領が襲撃された際、発砲を受け殉職。
- フィリス・カーク　夫と並んで著名なテレビ・映画女優。
- ジェームズ・パークス　墓地が建設される前の敷地で生まれ、その後墓地に葬られた人物。
- マリー・テレサ・リオス　15匹のペリカン（テレビドラマ：空飛ぶ修道女のモデル）の著者。
- ジョン・ギブソンとジェイコブ・チェスナット　合衆国議会警察の警察官。合衆国議会警察銃撃事件で殉職。
- レスリー・シャーマン　2007年4月16日に発生したバージニア工科大学銃乱射事件で殺された、バージニア工科大学生。

## その他
- アーリントン国立墓地の元になったロバート・E・リー将軍が没収された土地の中には初代大統領ジョージ・ワシントンの旧所有地が含まれていた（ワシントンに実子がおらず、マーサ夫人と前夫の孫であるジョージ・ワシントン・パーク・カスティスがその遺産を継ぎ、その娘がリー将軍の夫人であったため）。
- 1948年4月6日以降、墓地はアメリカ陸軍第3歩兵連隊 「ザ・オールド・ガード」（英語版）が警備に当たっている。2018年には衛兵用の拳銃としてアメリカ軍の制式採用されたM17のカスタムモデルが製造元のシグ・ザウエルから贈呈された[3][4]。
- アーリントン墓地の桜は日本から贈られたもので1964年に日本から輸送された。